# سکو اسکی پرش موستامه

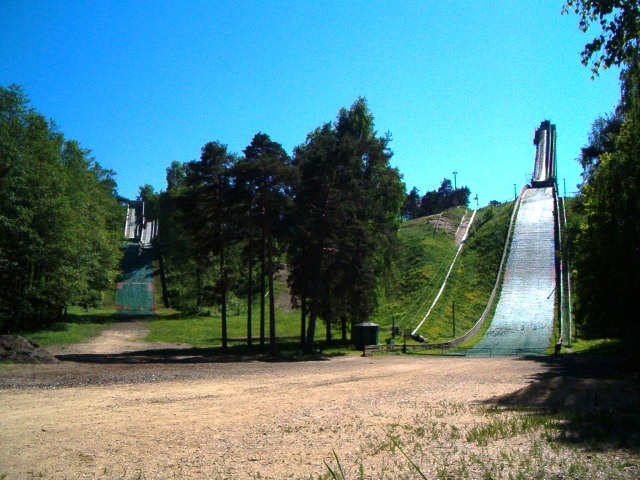
سکو اسکی پرش موستامه

سکو اسکی پرش موستامه (استونیایی: Mustamäe suusahüppemägi) یک سکو اسکی پرش در موستامه، تالین، استونی است. اولین تاسیسات این ورزشگاه در سال ۱۹۳۵ ساخته شده‌است.